# János Bihari

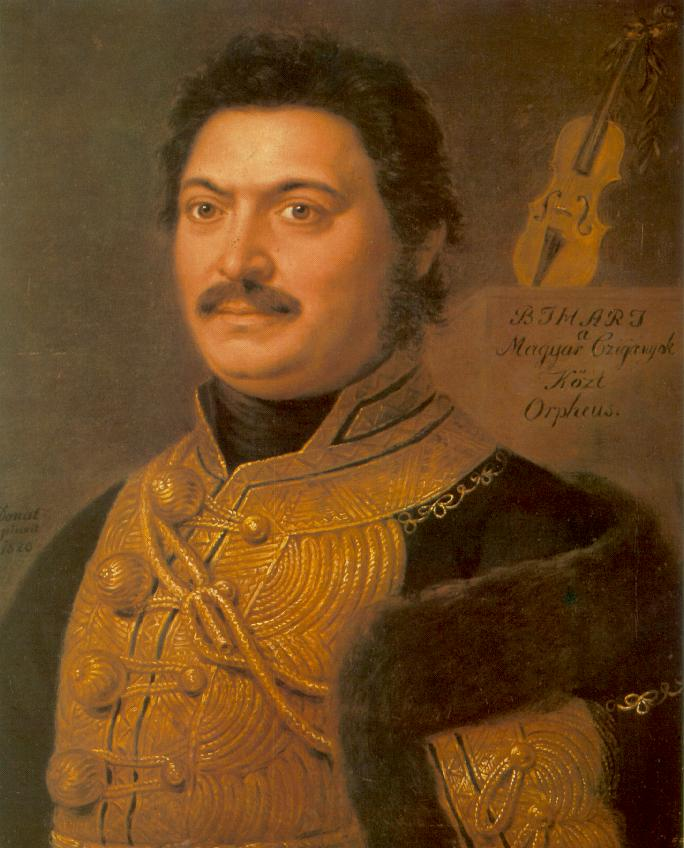
János Bihari

János Bihari (1764 - 1827) was een Hongaarse zigeuner-violist die in zijn tijd grote bekendheid genoot.
Bihari was afkomstig uit het district Pozsony (Bratislava) in het tegenwoordige Slowakije. Hij werd met zijn orkest uitgenodigd voor talrijke openbare en particuliere feesten en banketten; hij speelde zelfs op het Congres van Wenen in 1814. Hij creëerde een muzikaal idioom, de verbunkos-stijl, dat nu nog steeds een onderdeel is van de Hongaarse muziektraditie. Oorspronkelijk was de verbunkos de militaire muziek die gespeeld werd bij de aanwerving van nieuwe rekruten. Franz Liszt bewonderde Bihari enorm en heeft veel over hem geschreven in zijn boek Des Bohémiens et de leur musique en Hongrie.